# Jarrett Durham
Jarrett M. Durham (Aliquippa, Pensilvania, 12 de agosto de 1949) es un exjugador y exentrenador de baloncesto estadounidense que disputó un partido en la ABA. Con 1,96 metros de estatura, jugaba en la posición de alero. Como entrenador, dirigió a los Robert Morris Colonials de la División I de la NCAA durante 12 temporadas. Actualmente es asistente especial al director atlético de su alma mater, la Universidad Duquesne.

## Trayectoria deportiva

### Universidad
Jugó tres temporadas con los Dukes de la Universidad Duquesne, en las que promedió 18,1 puntos y 5,7 rebotes por partido. Al término de su carrera era el cuarto máximo anotador en la historia de su universidad, con 1.339 puntos.

### Profesional
Fue elegido en la sexagésimo segunda posición del Draft de la NBA de 1971 por Detroit Pistons, y en el puesto 94 del draft de la ABA por los New York Nets, equipo por el que acabó fichando. Pero únicamente llegaría a disputar un minuto de juego en un único partido, siendo despedido posteriormente.

### Entrenador
Tras dejar el baloncesto como jugador, regresó a Duquesne para convertirse en entrenador asistente, puesto que ocupó durante tres temporadas antes de hacerse cargo del banquillo del Community College de Beaver County en 1976, donde permaneció dos temporadas, logrando 13 victorias y 9 derrotas en su primera temporada y 17-10 en la segunda.
En 1984 firmó como entrenador principal de los Robert Morris Colonials de la División I de la NCAA, equipo al que dirigió durante doce temporadas, en las que consiguió 157 victorias por 183 derrotas, logrando el torneo de la Northeast Conference en 1989, 1990 y 1992, ganando en las dos primeras ocasiones el título de entrenador del año de la conferencia.

## Estadísticas de su carrera en la ABA

### Temporada regular
| Temporada | Edad | Equipo        | Liga | Pos. | P | TIT | MIN | TC  | TCA | %TC | 3P  | 3PA | %3P | 2P  | 2PA | %2P | TL  | TLA | %TL | R.OF. | R.DEF. | REB | ASIS | ROB | TAP | PER | FP  | PTS |
| 1971-72   | 22   | New York Nets | ABA  |      | 1 |     | 1.0 | 0.0 | 0.0 |     | 0.0 | 0.0 |     | 0.0 | 0.0 |     | 0.0 | 0.0 |     | 0.0   | 0.0    | 0.0 | 0.0  |     |     | 1.0 | 0.0 | 0.0 |
| Total     |      |               | ABA  |      | 1 |     | 1.0 | 0.0 | 0.0 |     | 0.0 | 0.0 |     | 0.0 | 0.0 |     | 0.0 | 0.0 |     | 0.0   | 0.0    | 0.0 | 0.0  |     |     | 1.0 | 0.0 | 0.0 |